# Піндські мішані ліси
Піндські (Піндоські) мішані ліси (англ. Pindus Mountains mixed forests) — природний європейський екологічний регіон середземноморських лісів та чагарників на Балканському півострові за класифікацією Всесвітнього фонду охорони дикої природи (WWF), що займає гірський хребет Пінд (Піндос) та прилеглі гірські системи в межах Албанії, Греції та Республіки Македонія. Високі, круті вершини чергуються з численними глибокими каньйонами та карстовими ландшафтами. На височинах хвойні ліси, у низовинах мішані, з переважанням широколистяних порід. Цей екорегіон є частиною субтропічних середземноморських лісів Палеарктики. Для регіону характерний видовий ендемізм квіткових (35 %), реліктові форми — за цими показниками середземноморські ліси поступаються лише гірським тропічним лісам Анд. Багато видів під загрозою зникнення.
За фітогеографічним районуванням світу Армена Тахтаджяна екорегіон поділений між Східносередземноморською провінцією Середземноморської області (північ) та Іллірійською провінцією Циркумбореальної області (південь) Голарктики.

## Територія
Піндоські мішані ліси простягнулись широкою смугою з північного заходу на південний схід гірськими масивами від долини річки Дрин в Албанії через грецький Пінд до гір Тайгет на Пелепоннеському півострові. Загальна площа регіону 39,5 тис. км². Виходу до моря регіон не має й оточений на півдні, в Греції мішаними та склерофільними лісами Егеї та Західної Туреччини, на заході іллірійськими листопадними лісами, на півночі мішаними лісами Динарського нагір'я, на північному сході балканськими мішаними лісами.

## Рельєф
У геологічному відношенні, гірські хребти Пінду відносяться до молодої гімалайсько-альпійської складчастості і вирізняються дуже складною літологією. Серед гірських порід переважають мезозойські доломіти й вапняки, пісковики й мергелі, метаморфічні кварцити й сланці, ультраосновні серпентини (хребет Змолікас).
Ландшафт характеризується значними перепадами висот, вершини складені кварцитами й пісковиками, велика кількість глибоких каньйонів, карстові ландшафти. Найвищі вершини: Айос-Іліас (2404 м) на Пелепонесі; Ліакура (2457 м) і Гйона (2510 м) в Парнасі, Змолікас (2637 м), Олімп (2917 м); Перистер (2601 м) і Галічиця (2255 м) в Албанії та Македонії.

## Клімат
Для регіону характерний середземноморський тип клімату з посушливим жарким літом і вологою відносно теплою зимою. За класифікацією Кеппена, помірно теплий без регулярного снігового покриву з жарким посушливим літом — Csa. Середньорічна кількість атмосферних опадів становить від 1200 мм (до 2000 мм у деяких місцинах у горах на західних схилах). Взимку часто випадає і може лежати сніг. Середня температура повітря в липні +20…+23 °C, в січні — 0…-5 °C.

## Ґрунти
Для гір Піндосу характерні гірські бурі лісові ґрунти, для низовин — гірські коричневі типові. Серед найгостріших проблем, що становлять загрозу ґрунтам регіону: ерозія та зсуви.

## Рослинність

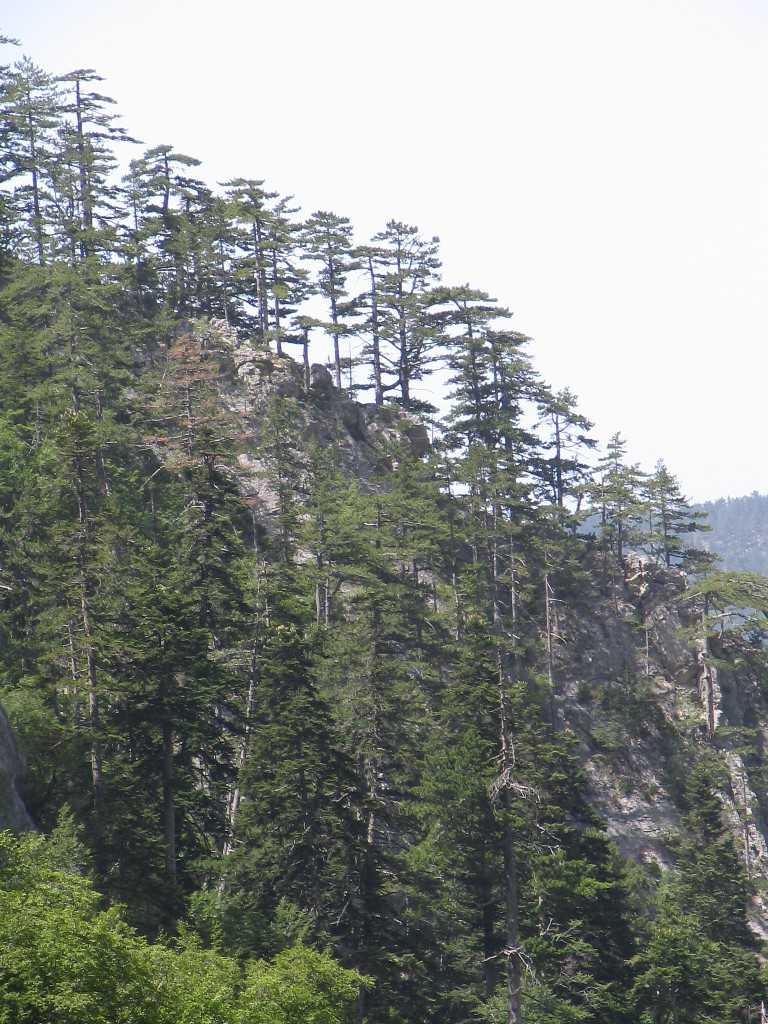
Ліси на схилах Олімпу

Гірський характер регіону призводить до явного поділу рослинного покриву на 2 головні зони.
На висотах 1200—2500 м панують хвойні ліси з деревостоєм з палласової сосни (Pinus nigra pallasiana), ендемічних ялиці грецької (Abies cephalonica) та гібридної македонської (A. borisii-regis). Два рідкісних і ендемічних види сосни: боснійська (Pinus heldreichii) і румелійська (P. peuce) зустрічаються на деяких гірських масивах. Мішані ялицево-букові ліси поширені в північній частині екорегіону. Верхню лісову межу на найвищих гірських вершинах позначають чагарники ялівцю смердючого (Juniperus foetidissima).
Нижче на схилах та у низовинах — мішані ліси з переважанням широколистяних порід. Мішані Широколистяні дубові ліси переважають на середніх і низьких висотах на родючих ґрунтах за достатньої суми річних опадів, по річковим долинам і каньйонам. Деревні породи представлені різноманітними видами дубів: густим (Quercus frainetto), пухнастим (Q. pubescens), австрійським (Q. cerris), македонським (Q. trojana), скельним (Q. petraea), далешампа (Q. dalechampii); лісовим (Carpinus orientalis) і звичайним (C. betulus), хмелеграбом (Ostrya carpinifolia), липою (Tilia), горобиною (Sorbus), кленом (Acer).
Загалом гірська флора регіону налічує 4 тис. видів. Для регіону характерний видовий ендемізм квіткових (до 35 %, особливо в південній Греції), реліктові форми, багато видів яких знаходяться під загрозою зникнення. По глибоким каньйонам збереглися реліктовий гіркокаштан звичайний (Aesculus hippocastanum), а на сухих скельних південних схилах каліпринський дуб (Quercus calliprinos). Окрім ендемічних видів, що складають головний масив деревостою хвойних порід, серед рослин-ендеміків цього регіону варто відзначити янкею (Jankaea heldreichii), рамонду (Ramonda nataliae), арнебію (Arnebia densiflora), первоцвіт (Primula kitaibeliana). Багато рослин мають не тільки обмежений ареал, а й занесені до європейського Червоного списку рослин, що перебувають під загрозою зникнення, у Греції це 571 вид, а в Албанії 79.

## Тваринний світ
Екорегіону властива досить висока фауністична різноманітність, головним чином серед птахів (229 видів). У межах регіону декілька важливих орнітологічних зон (англ. Important Bird Area, IBA) міграцій та гніздування птахів. Особливо унікальна орінтофауна гірських озер (Преспа): великі гніздові колонії чапель і колпиц, а також двох видів пеліканів. Колонія кучерявого пелікана (Pelecanus crispus) на цьому озері є однією з найбільших колоній цього виду в Європі. Для хижих птахів гір характерні: могильник (Aquila heliaca), беркут (A. chrysaetos), середземноморський сокіл (Falco biarmicus), яструб (Accipitrinae), європейський тювик (Accipiter brevipes), змієїд (Circaetus gallicus), стерв'ятник (Neophron percnopterus). На верхніх схилах скель гніздяться рогатий жайворонок (Eremophila alpestris) і стінолаз (Tichodroma muraria).
Серед 68 видів звірів, що населяють даний екорегіон, особливо помітні великі хижаки: бурий ведмідь (Ursus arctos), рись (Lynx lynx), вовк (Canis lupus), лисиця (Vulpes) і шакал (Canis aureus). Також зустрічаються лісовий кіт (Felis silvestris) і кам'яна куниця (Martes foina). У річках живуть видри (Lutra lutra). Багато видів кажанів знаходять собі прихисток в ущелинах скель та печерах, найпоширеніша — руда вечірниця (Nyctalys noctula).
Значні популяції великих травоїдних у горах: козулі (Capreolus capreolus), благородний олень (Cervus elaphus) і сарна (Rupicapra rupicapra), зустрічаються також кабани (Sus scrofa).
З амфібій в сирих місцинах часто можна зустріти грецьку (Rana graeca) й трав'яну жабу (R. temporaria), кумку жовточереву (Bombina variegata), зелену ропуху (Bufo viridis) та альпійського тритона (Ichthyosaura alpestris), а в лісах вогняну саламандру (Salamandra salamandra).
З рептилій зустрічаються: зелена ящірка (Lacerta viridis), трилінійна (L. trilineata) і кікладська (Podarcis erhardii), звичайна мідянка (Coronella austriaca), водяний вуж (Natrix tessellata), оливковий полоз (Platyceps najadum), носата гадюка (Vipera ammodytes) і балканська черепаха (Testudo hermanni). Загалом у межах регіону описано 65 видів рептилій.

## Охорона природи
Гірські хребти цього регіону з прадавніх часів населяють численні людські популяції. Ліси вже 10 тис. років тому зазнавали знищення вогнем задля очищення території під посіви. За античних часів цей регіон потрапляє до одного з центрів тогочасної людської цивілізації. Але із закінченням епохи античності гірські хребти Піндосу зазнавали незначного впливу людської господарської діяльності — густі широколистяні ліси переважали в цьому регіоні до 1800 року. Впродовж XIX століття ландшафти Піндосу зазнали суттєвих змін: збільшення поголів'я овець спричинювало тяжкі наслідки перевипасу, розвиток сільського господарства спричинював зведення лісів. Зміни ведення господарства місцевим населенням, разом зі зростанням населення і тогочасною політичною нестабільністю в цьому регіоні призвели до значного знеліснення і ерозії ґрунтів. Незважаючи на значний антропогенний вплив останніх століть в Піндосі збереглися ділянки реліктових лісів (долина річки Аоос).
Через політичну нестабільність та економічні негаразди в північній частині регіону (Албанія, Македонія) відбувається надмірний тиск на лісові біотопи. Швидка й інтенсивна деградація лісів у вигляді незаконних рубок (в Албанії навіть у національних парках), забруднення навколишнього середовища, численні пожежі, браконьєрство, неконтрольований збір рослинної сировини — основні екологічні проблеми регіону. Розвиток гірськолижного туризму та транспортної інфраструктури значно ускладнюють відновлення екосистем, спричинюють величезні зсуви ґрунту. Гірнича промисловість становить загрозу як безпосередньо (видобуток бокситів в грецькому національному парку Оїті), так і опосередковано. Перевипас і надмірний збір привабливих ендемічних рослин продовжують створювати загрозу для екосистем цього регіону.
Задля охорони біорізноманіття екологічного регіону піндоських лісів було створено мережу охоронюваних територій (4,3 % загальної території):
- У Греції це національні парки навколо гір Олімп (грец. Όλυμπος, площа 45 км²) і Парнас (грец. Παρνασσός, 45 км²), гори Оїті (грец. Οίτη, 72 км²), у долинах Вікос-Аоос (грец. Εθνικός Δρυμός Βίκου–Αώου, 12 км²), навколо озера Преспа (грец. Μεγάλη Πρέσπα, 49 км²), Валіа-Калда (грец. Εθνικός Δρυμός Πίνδου).
- В Албанії — національні парки Дайт (алб. Mali i Dajtit), Люра (алб. Parku Kombetar i Lurës), Томорі (алб. Parku Mali i Tomorrit).
- У Македонії — національні парки на схилах гір Перістер (мак. Баба Планина) і Галічиця (мак. Галичица).